# Zacharie Normain
Zacharie Ier Normain, documenté à partir de 1583, mort à Paris en 1613, est un sculpteur français de la fin du XVIe siècle et au début du XVIIe siècle.
Fils du sculpteur Pierre Normain et de Marie Tichoire, il est le frère aîné du sculpteur Bertrand Normain. 
Zacharie Normain se spécialise dans la sculpture d'épitaphes et de tombeau. Dès 1583, il reçoit plusieurs commandes de ce type, comme l'épitaphe du procureur au Parlement Pierre Charlet (1583) pour les charniers de Saint-Paul-des-Champs. En 1585, il sculpte le tombeau de Blanc Pierron et de son épouse pour l'église de Nogent-sur-Seine. En 1588, il réalise la tombe sculptée d'Antoine Vayssière, curé de Moisenay. En 1589, il réalise un tombeau, une épitaphe, un crucifix et des sculptures pour la sépulture de Raoul Girard et de sa femme, dans l'église de Pontgouin. En 1596, il sculpte deux épitaphes pour l'église de Vitry-sur-Seine. Il sculpte peu après 1601 l'épitaphe de l'échevin de Metz Viriot Copperet, accusé à tort de sédition contre le roi et emprisonné à Paris, puis libéré quelques jours avant sa mort. Sa famille a commandé à Normain son épitaphe qui fut installée dans l'église des Célestins de Paris. En 1603, il travaille avec son frère à l'épitaphe de James Beaton, archevêque de Glasgow, pour l'église parisienne de Saint-Jean-de-Latran. En 1607, il est chargé de fournir une lame de cuivre gravée pour la sépulture de Françoise de La Rochefoucauld à Saintes. En 1608, il reçoit commande du tombeau de Jacques Leconte et de son épouse Madeleine Brisson à Itteville. Il reçoit commande en 1609 du tombeau de Jacques Amyot, évêque d'Auxerre, et d'une épitaphe commandée par Jean de Bourneaux, abbé des Roches, pour la cathédrale d'Auxerre. 
Zacharie Normain reçoit aussi commande de plusieurs croix et crucifix en pierre, parfois accompagnées d'Evangélistes : pour l'église de Nangis en 1594
À sa mort en 1613, sa veuve Madeleine Oblé fait mener à leur terme certaines de ses commandes laissées inachevées.

## Œuvres
- Epitaphe de Viriot Copperet, vers 1601, Écouen, Musée national de la Renaissance[1].
- Monument funéraire de Jacques Amyot, 1609-1610, Auxerre, cathédrale Saint-Etienne.